# Choricarpia leptopetala
Backhousia leptopetala là một loài thực vật có hoa trong Họ Đào kim nương. Loài này được (F.Muell.) Domin mô tả khoa học đầu tiên năm 1928.

## Hình ảnh

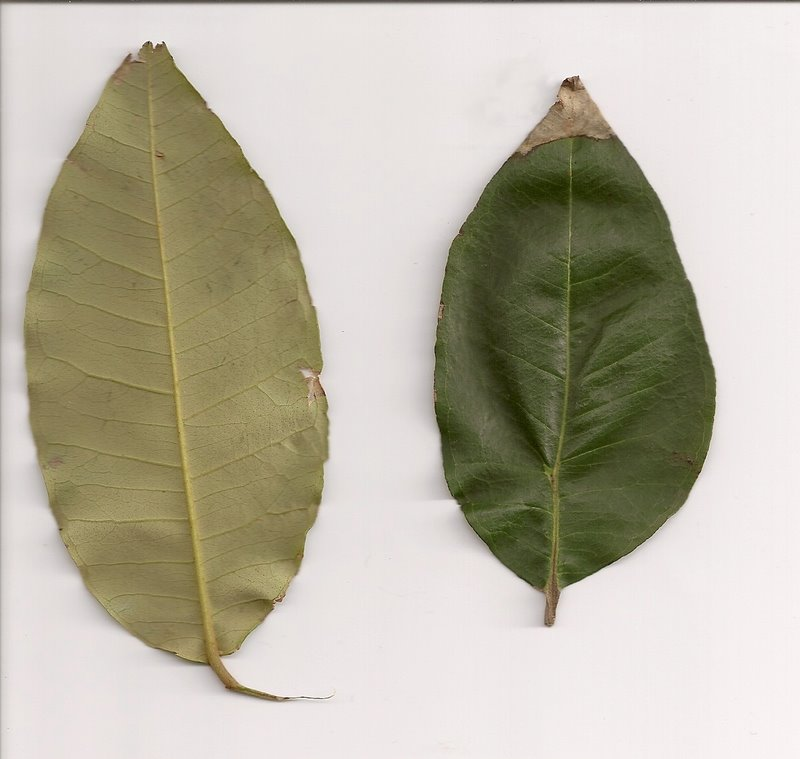
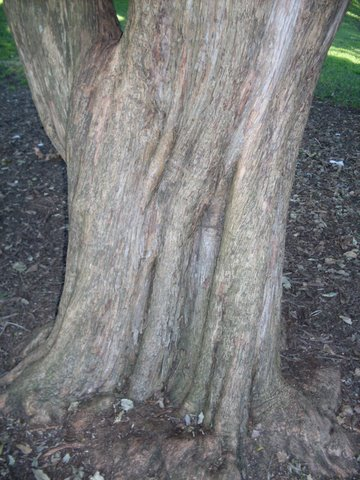